# Musée national des Tonga
Pour les articles homonymes, voir Musée national.
Le Musée national des Tonga est un musée national situé à Nuku'alofa, aux Tonga.

## Histoire

### Création en 1998
Le Musée national des Tonga est créé en 1998. Avant son ouverture, des expositions d'objets d'art avaient eu lieu au Centre culturel national des Tonga. Peu de temps après sa création, on espère que des objets tongiens du monde entier seront prêtés au pays pour être exposés et que le musée sera en mesure d'exporter des expositions itinérantes dans le monde entier.
La première exposition du musée est intitulée « From the Stone Age to the Space Age in 200 Years: Tongan Art and Society on the Eve of the Millennium » (De l'âge de pierre à l'ère spatiale en 200 ans : l'art et la société tongiens à la veille du millénaire), qui est inaugurée le 4 juillet 1998. Organisée par l'anthropologue et conservatrice de musée Adrienne L. Kaeppler (en), elle présente des objets prêtés par des institutions aux États-Unis, ainsi que par les propres collections des Fidji et des Tonga, notamment de la princesse Salote Mafileʻo Pilolevu Tuita (en). L'exposition montre également les chaussures en fau (fibre d'hibiscus) que la reine Salote a portées lors du couronnement d'Elizabeth II en 1953.

### Fermeture dans les années 2010
Le musée est fermé au public faute de financements. Ses collections sont transférées au Tupou College Museum.
En 2014, des appels sont lancés pour que le musée soit rouvert, notamment en tant que siège des archives archéologiques.

### Réouverture en 2020
En 2017, un projet est lancé pour explorer la possibilité de rouvrir le musée. Il est soutenu par le ministre du Tourisme de l'époque, Semisi Sika, la conservatrice Kolokesa Māhina-Tuai et les sculpteurs Tui'one Pulotu et Steven Fehoko, entre autres. Une étude de faisabilité démontre qu'il est nécessaire de rétablir l'institution. Le réaménagement est financé par le ministère du Tourisme et, en 2017, le personnel des Tonga visite le musée des Fidji pour suivre une formation en gestion de musée.
Le Musée national des Tonga est rouvert le 30 octobre 2020 par la princesse Salote Mafileʻo Pilolevu Tuita (en) au Queen Salote Memorial Hall,. Elle prononce un discours affirmant que le musée national joue un rôle clé dans la préservation du patrimoine des Tonga. Les collectionneurs Mark et Carolyn Blackburn prêtent des objets de leur collection privée au musée pour la réouverture.

## Collections

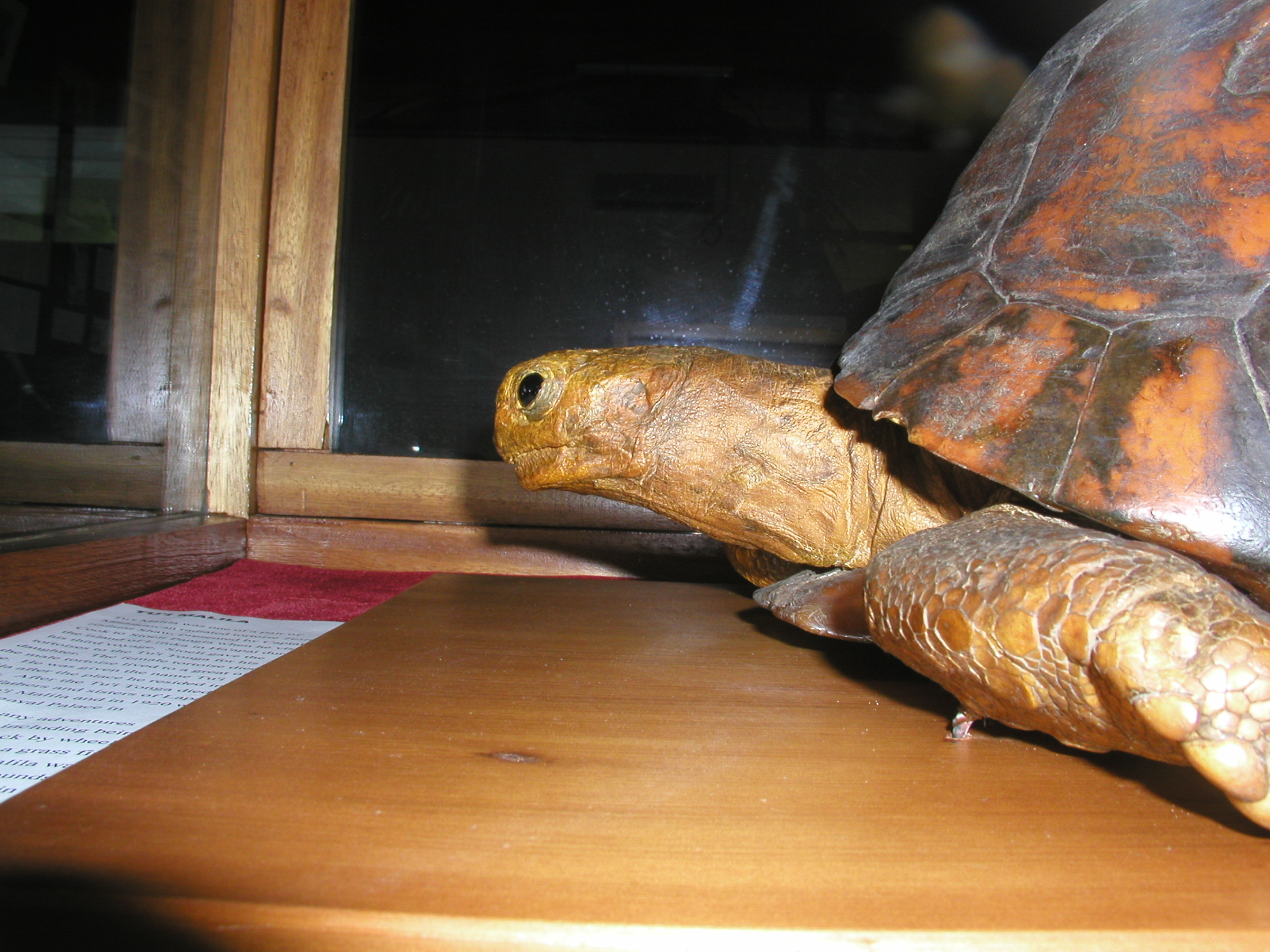
La tortue Tu'i Malila.

Le Musée national des Tonga possède une vaste collection, comprenant des modèles de bateaux indigènes, des photographies et des objets relatifs à la famille royale. Il possède également une collection archéologique de céramiques de la culture Lapita. Il détient une collection de matériel utilisé pour l'art textile traditionnel des Tonga, dont plusieurs kupesi tui. Le musée se concentre sur les œuvres d'art tongiennes historiques et contemporaines.
La collection comprend également Tu'i Malila, une tortue radiée qui aurait vécu jusqu'à 189 ans et qui aurait été offerte au roi des Tonga par James Cook. Tu'i Malila est morte en 1966 et a été conservée comme spécimen de taxidermie dans le hall de l'hôtel International Dateline jusqu'à son transfert au musée.

## Administration
Depuis 2020, le musée est ouvert cinq jours par semaine, du lundi au vendredi. Le musée est géré par le personnel de la Division de la Culture du Ministère du Tourisme et du Patrimoine,.

## Emplacement
Le Musée national des Tonga est situé à Nuku'alofa, sur l'île de Tongatapu ; il se trouve à proximité du Centre culturel national des Tonga et des jardins botaniques des Tonga. Les Tonga ne disposent que de trois autres musées : le musée d'Histoire au Tupou College et deux musées touristiques : l'Ancient Tonga Museum à Fangaloto et le musée maritime à Kanokupolu.